# Seznam nosilcev bronastega znaka usposobljenosti - vojaški gornik
Seznam nosilcev bronastega znaka usposobljenosti - vojaški gornik.

## Seznam
(datum podelitve - ime)
- 1. junij 2001 - Miran Blaško - Marko Brus - Dejan Jarni - Iztok Kavs - TomažKokl - Rafael Kolbl - Rudi Komac - Boštjan Kostanjšek - Miha Kuhar - Valter Likar - Rajko Lotrič - Aleš Luznar - Klemen Medja - Matija Perko - Tomaž Perše - Marko Plazar - Marko Pogorevc - Bojan Pograjc - Marko Poje - Bernard Polanec - Marko Prezelj - Tadej Pušavec - Anže Rode - Marjan Ručigaj - Matjaž Sedmak - Milan Setničar - Matjaž Slapnik

- 11. junij 2002 - Vojko Anderle - Miha Arh - Aleš Benigar - Matjaž Bohinc - Andrej Celin - Tomaž Černec - Rado Jeklar - Miha Larisi - Janez Levec - Dragica Milavec - Martin Milavec - Leon Rehar - Primož Savinšek - Matevž Scheicher - Stanislav Šega